# Sheikh Mujibur Rahman
Sheikh Mujibur Rahman (en bengalí: শেখ মুজিবুর রহমান) (Tungipara, 17 de març del 1920 – Dhaka, 15 d'agost del 1975) fou un líder nacionalista bengalí, considerat el Pare de Bangladesh. Com a líder de la Lliga Awami, fou el primer president del país durant la Guerra d'Alliberament de Bangladesh, i després esdevingué Primer Ministre de Bangladesh independent, sent asassinat en un complot dirigit per Khondaker Mostaq Ahmad, que seria el seu successor.
Se l'anomena Sheikh Mujib, Mujib o Mujibur, prescindint del cognom Rahman, i se li dona el títol honorari de Bangabandhu (বঙ্গবন্ধু, Amic de Bengala). La seva filla gran, Sheikh Hasina, és l'actual líder de la Lliga Awami i també l'actual primera ministra.

## Biografia
Sent un líder polític estudiantil, Mujib es va introduir en la política del Pakistan Oriental a les files de la Lliga Awami, com un orador carismàtic i enèrgic. Defensor del socialisme, Mujib es va fer popular pel seu lideratge en contra de la discriminació per ètnia i institucional dels bengalins. Va demanar augmentar l'autonomia provincial i es va convertir en un ferotge oponent del règim militar d'Ayub Khan. En la intensificació de les tensions entre les faccions, Mujib va esbossar un pla d'autonomia de 6 punts, que va ser vist com a separatista al Pakistan Occidental. Va ser processat el 1968 per presumpta conspiració amb el Govern de l'Índia, però no va ser trobat culpable. Tot i haver liderat el seu partit en una victòria majoritària a les eleccions de 1970, Mujib no va ser convidat a formar part del govern.
El 7 de març de 1971, Rahman va oferir un discurs públic a l'hipòdrom de Ramna, a Dacca, davant una multitud de més de dos milions de persones. En el discurs, Bangabandhu va declarar informalment la independència de Bangladesh, proclamant: «La lluita aquesta vegada, és una lluita per la nostra llibertat. La lluita aquesta vegada, és una lluita per la nostra independència». Va anunciar un moviment de desobediència civil a la província, demanant que «cada casa es converteixi en una fortalesa». Es creu que el discurs va preparar al poble bengalí per a un imminent conflicte armat, enmig d'informacions generalitzades de mobilització militar del Pakistan Occidental.
Després del fracàs de les converses amb el president pakistanès Yahya Khan i el polític de Pakistan Occidental Zulfikar Ali Bhutto, Mujib va ser arrestat la nit del 25 al 26 de març del 1971, començant l'operació Searchlight. Llavors, va esclatar una guerra de guerrilles entre les forces governamentals i els nacionalistes bengalís ajudats per l'Índia. El conflicte va anar escalant, fins a convertir-se en una guerra oberta entre l'exèrcit pakistanès i les forces conjuntes de l'Índia i Bangladesh. El mes de desembre, Dacca va rendir-se als rebels, provocant la fi de la Guerra d'Alliberament i l'establiment de Bangladesh com a nou estat sobirà.
Després del seu alliberament, el 10 de gener de 1972, Mujib va assumir el càrrec de president provisional i, més tard, el de primer ministre. Fins i tot quan va ser adoptada una constitució que proclamava el socialisme i una democràcia aconfessional, Mujib va lluitar per enfrontar els desafiaments de la pobresa intensa i la desocupació, juntament amb una corrupció desenfrenada. Enmig d'una agitació popular en alça, va prohibir altres partits polítics i es va autoproclamar president vitalici el gener de 1975.
Set mesos més tard, el 15 d'agost del 1975, Mujib va ser assassinat juntament amb la major part de la seva família, en un cop d'estat promogut per un grup d'oficials de l'exèrcit. Després del magnicidi, es va declarar la llei marcial i el nou govern va decretar l'Ordenança d'indemnitat (26 de setembre), que proporcionava immunitat legal a totes les persones implicades en l'assassinat del president. La llei no va ser derogada fins al 1996, quan la Lliga Awami -liderada per la filla supervivent de Mujibur, Sheikh Hasina- va tornar a governar el país. Dotze de les persones involucrades en la matança van ser detingudes i condemnades a mort. Cinc d'elles van ser executades el 27 de gener de 2010.

## Llegat

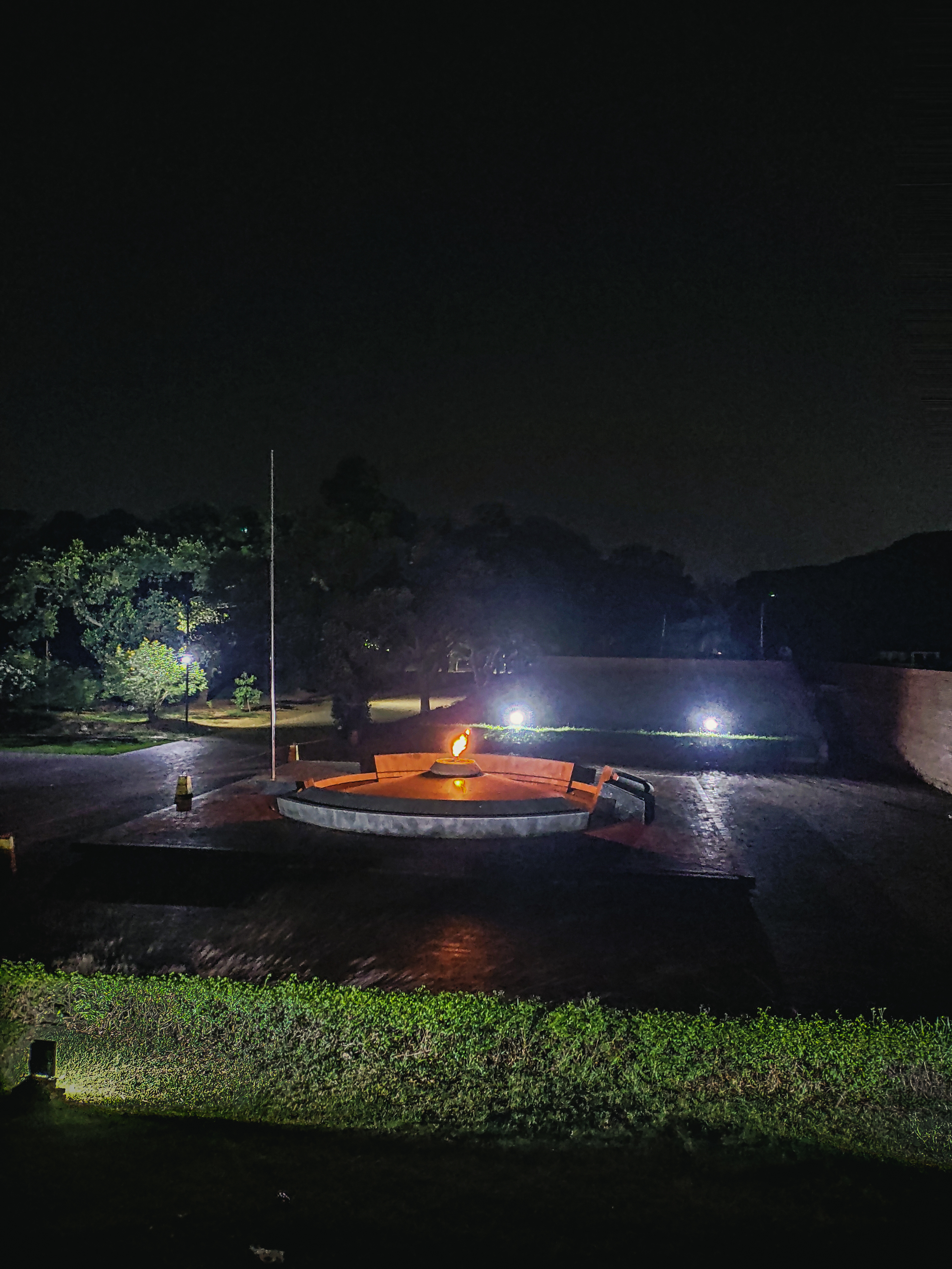
La Flama Eterna, on Mujib va pronunciar el seu històric discurs del 7 de març, il·luminada a la nit

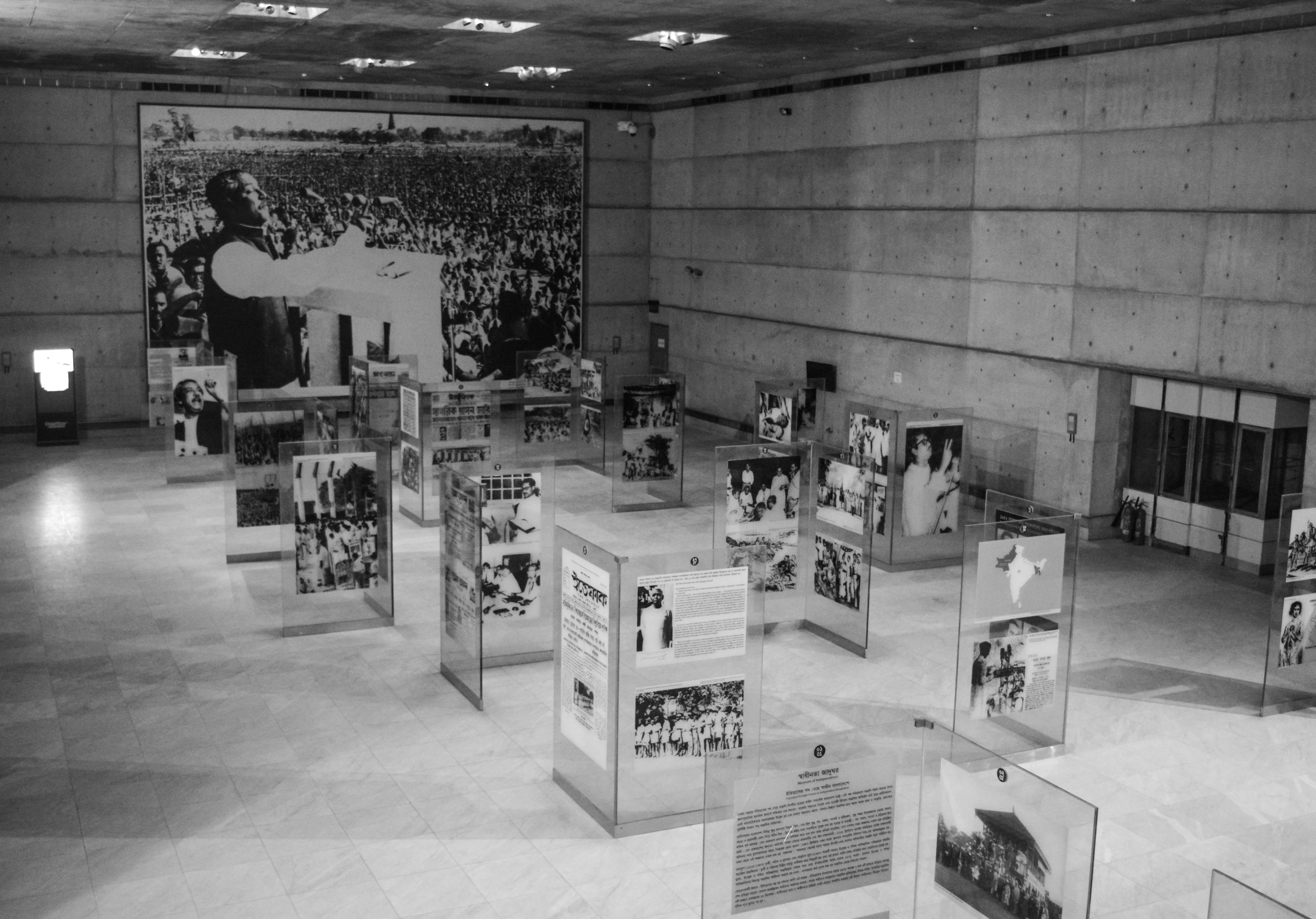
El Museu subterrani de la Independència a Suhrawardy Udyan, Dhaka

Mujib continua sent una figura venerada, popular, divisòria i controvertida a Bangladesh. Els opositors a la Lliga són ferotges crítics del populisme i l'autoritarisme de Mujib, inclosa la seva creació de BAKSAL. Els seguidors de la Lliga i altres bangladeshis agraeixen a Mujib per haver conduït amb èxit el país cap a la independència el 1971. No obstant això, les polítiques socialistes i econòmiques de Mujib després de 1971 estan en gran part mal vistes excepte entre els seus seguidors i familiars més lleials.
El 2004, els oients del servei de ràdio BBC Bangla van classificar Mujib, en primer lloc, entre els 20 més grans bengalís, per davant del primer premi Nobel d'Àsia, Rabindranath Tagore; el poeta nacional de Bangla Desh Kazi Nazrul islam; i altres icones bengalís com Subhas Chandra Bose, Amartya Sen, Titumir, Begum Rokeya, Muhammad Yunus i Ziaur Rahman.

### Culte a la personalitat

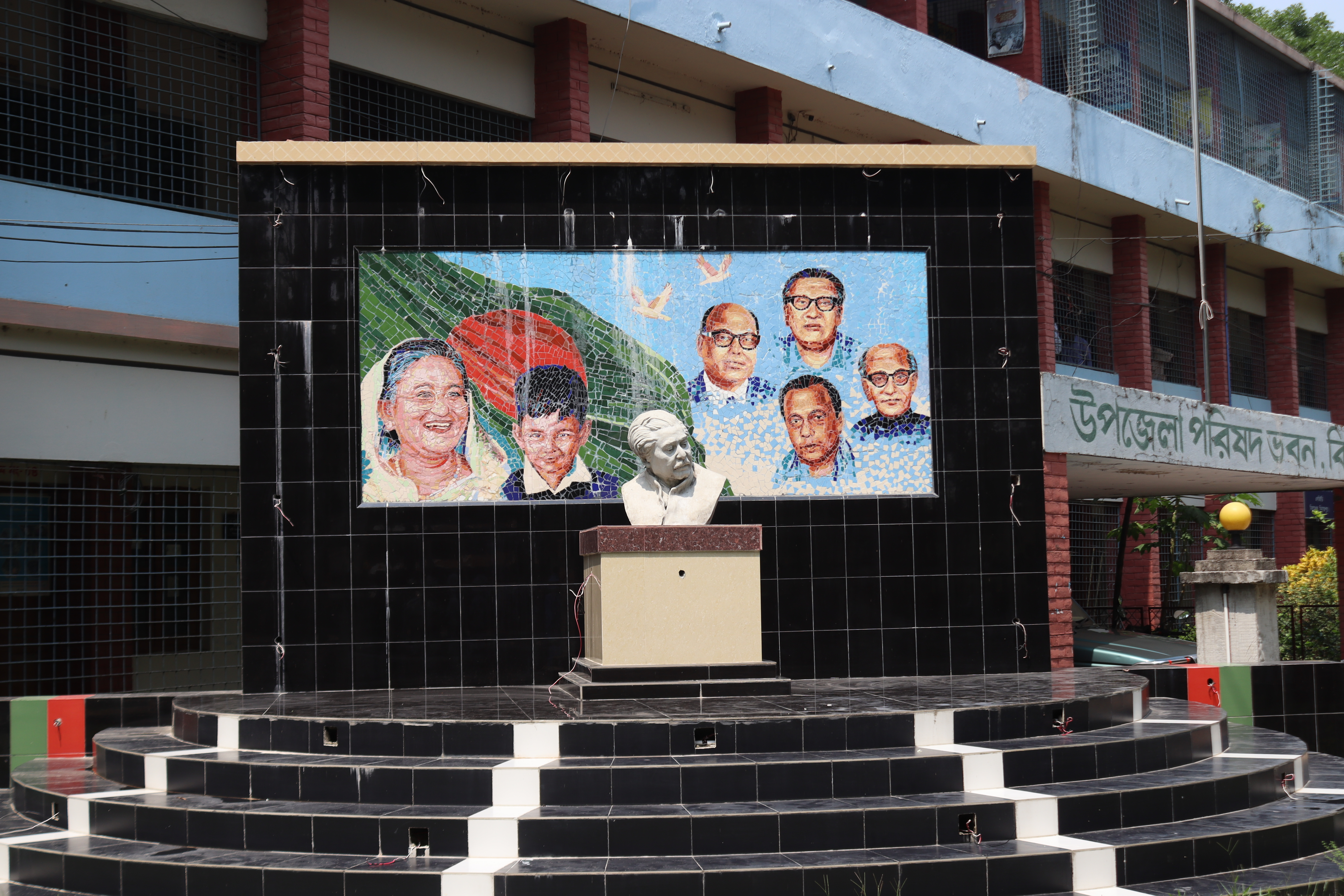
Un mural de Mujib

Durant el govern de la seva filla Sheikh Hasina del 2009 al 2024, la Lliga Awami havia governat Bangladesh basant-se en un culte a la personalitat al voltant del seu llegat. El seu aniversari, juntament amb el Dia Nacional dels Infants, i el dia de l'assassinat van ser designats com a festiu oficial. Moltes carreteres, institucions, bases militars, ponts i altres llocs de Bangla Desh van rebre el seu nom o el seu nom durant el mandat de Sheikh Hasina. Sota el govern de la Lliga Awami, la imatge de Mujib es va imprimir amb la moneda nacional taka de Bangladesh. Fins i tot un satèl·lit espacial va rebre el seu nom. El 2020, el govern Hasina va organitzar un gran programa d'un any per commemorar el centenari del seu naixement.
Això, combinat amb la seva mala gestió del país després de la independència, ha provocat un sentiment anti-mujib entre gran part de la gent, inclosa l'oposició de la Lliga Awami al país. Estàtues, murals i edificis relacionats amb el xeic Mujib van ser vandalitzats després de l’aixecament dels estudiants i del poble, que va presenciar la caiguda de Hasina. Després del violent enderrocament de Sheikh Hasina l'agost de 2024, el culte a la personalitat al voltant de Mujib s'està desmantellant sistemàticament. El govern interí format després de la caiguda de Hasina va canviar el nom d'algunes institucions que abans portaven el nom de Mujib.

### Seguidors i influència internacional
Mujib és recordat a l'Índia com un aliat. Bangabandhu Sheikh Mujib Road a Nova Delhi i una avinguda de Calcuta, a l'estat indi de Bengala Occidental, reben el seu nom en el seu honor. L’Autoritat Palestina va batejar un carrer d’Hebron en honor a Mujib. Bangabandhu Boulevard a Ankara, Turquia porta el nom de Mujib. També hi ha un carrer Bangabandhu Sheikh Mujib a Port Louis, Maurici. Sheikh Mujib Way a Chicago als Estats Units porta el seu nom.
|  |  |  |

Un periodista egipci va assenyalar que «El xeic Mujibur Rahman no pertany només a Bangladesh. És el presagi de la llibertat per a tots els bengalís. El seu nacionalisme bengalí és la nova aparició de la civilització i la cultura bengalíes. Mujib és l'heroi dels bengalís, en el passat i en els temps que hi ha». Fidel Castro ha remarcat que «no he vist l'Himàlaia. Però sí que he vist el xeic Mujib. En personalitat i en valentia, aquest home és l'Himàlaia. Així he tingut l'experiència de presenciar l'Himàlaia». Mujib va citar Abraham Lincoln, Mao Zedong, Winston Churchill, John F. Kennedy, Sukarno i Kemal Ataturk, Mahatma Gandhi, Jawaharlal Nehru, Suhrawardy, Subhas Chandra Bose i AK Fazlul Huq com els individus que admira durant una entrevista amb David Frost.